# هنري الخامس (فلم 1989)
هنري الخامس  (بالإنجليزية: Henry V) هو فيلم دراما تم إنتاجه في المملكة المتحدة وصدر في سنة 1989. الفيلم من إخراج كينيث براناه من بطولة كينيث براناه وباول سكوفيلد وديريك جاكوبي وإيان هولم وإيما تومسون.

## الميزانية والإيرادات
بلغت تكلفة إنتاج الفيلم حوالي 9 ملايين دولار بينما حقق أرباحا تقدر بـ 10,161,099 دولار.

## وصلات خارجية
- مقالات تستعمل روابط فنية بلا صلة مع ويكي بيانات